# Арденський кінь
Арде́нський кінь (арден) — порода робочих коней, виведена у 19 столітті в Бельгії в гірській місцевості Арденни. Візитною карткою породи є масивність та гніда або гнідо-чала масть, що найбільше зустрічаються в цій породі.

## Характеристики породи

### Проміри
Арденський кінь відзначається міцною конституцією, великою силою, невибагливістю і витривалістю. За французькими та бельгійськими стандартами середня висота жеребців у холці дорівнює 162 см, кобил — 160 см. Вага від 700 до 1000 кг поруч з широкою та мускулистою конституцією, короткою спиною, короткими ногами та міцними суглобами. Голова важка, широка, з прямим або злегка опуклим профілем. Проміри жеребців: висота в загривку — 150-160 см, коса довжина тулуба — 158-160 см, обхват грудей — 185-190 см, обхват п'ястка — 21-22 см. Кобили відповідно: 148-156; 160; 185-190; 20-21 см.

### Масть
Масть більшості арденів гніда або чала (а саме гнідо-чала), досить рідко зустрічаються руді, рудо-чалі, сірі, вороно-чалі представники. Білі відмітини, якщо є, невеликі, займають дуже незначну площу, і є небажаними в цій породі.

### Особливості
Ардени характеризуються непримхливісю до умов утримання, високою працездатністю і хорошими рухами як на кроці, так і на рисі. Потужний, але дуже слухняний, арден є ідеальним партнером для виконання сільськогосподарських робіт. Арденів і досі можна побачити працюючими в полі. Це одна з найнижчих порід ваговозів за висотою, проте не менш потужна і придатна до праці.

Зовнішній вигляд арденського коня
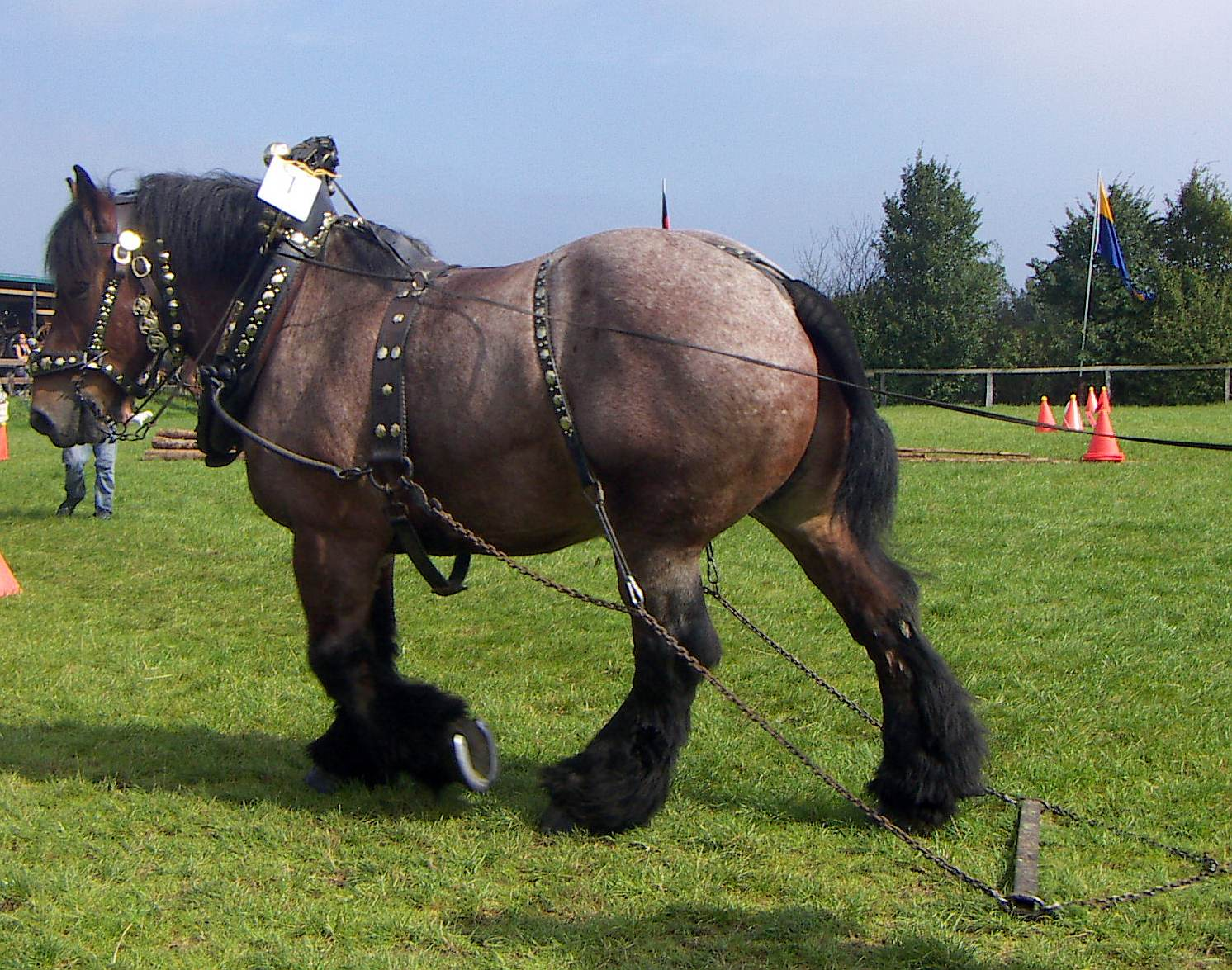
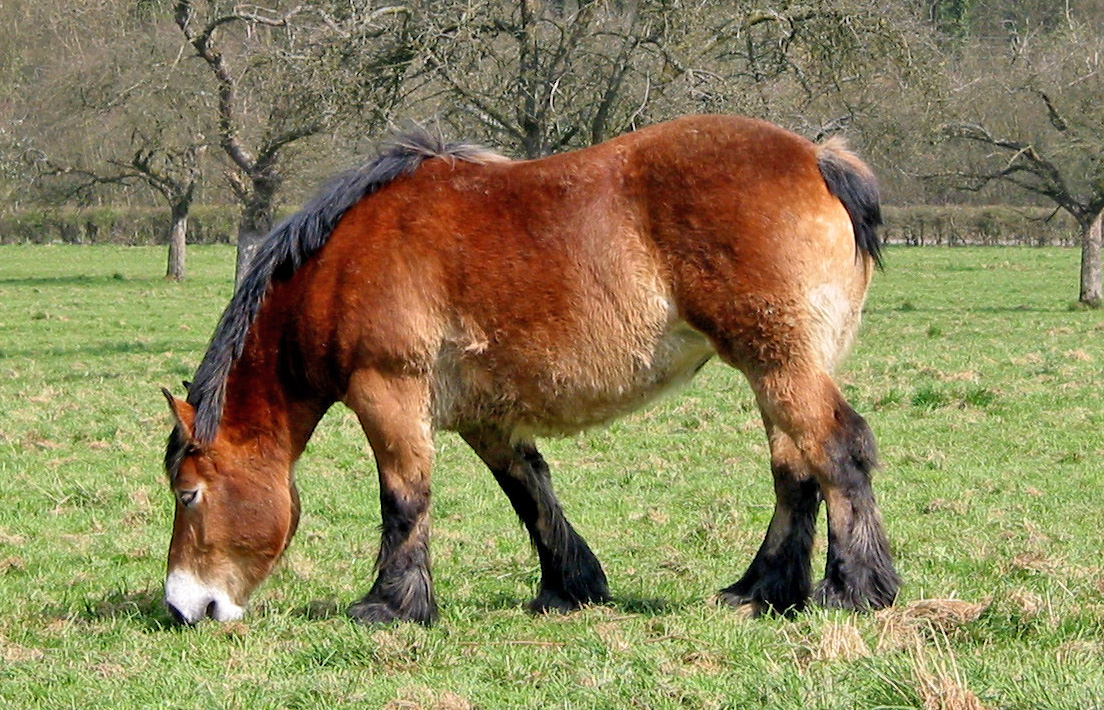
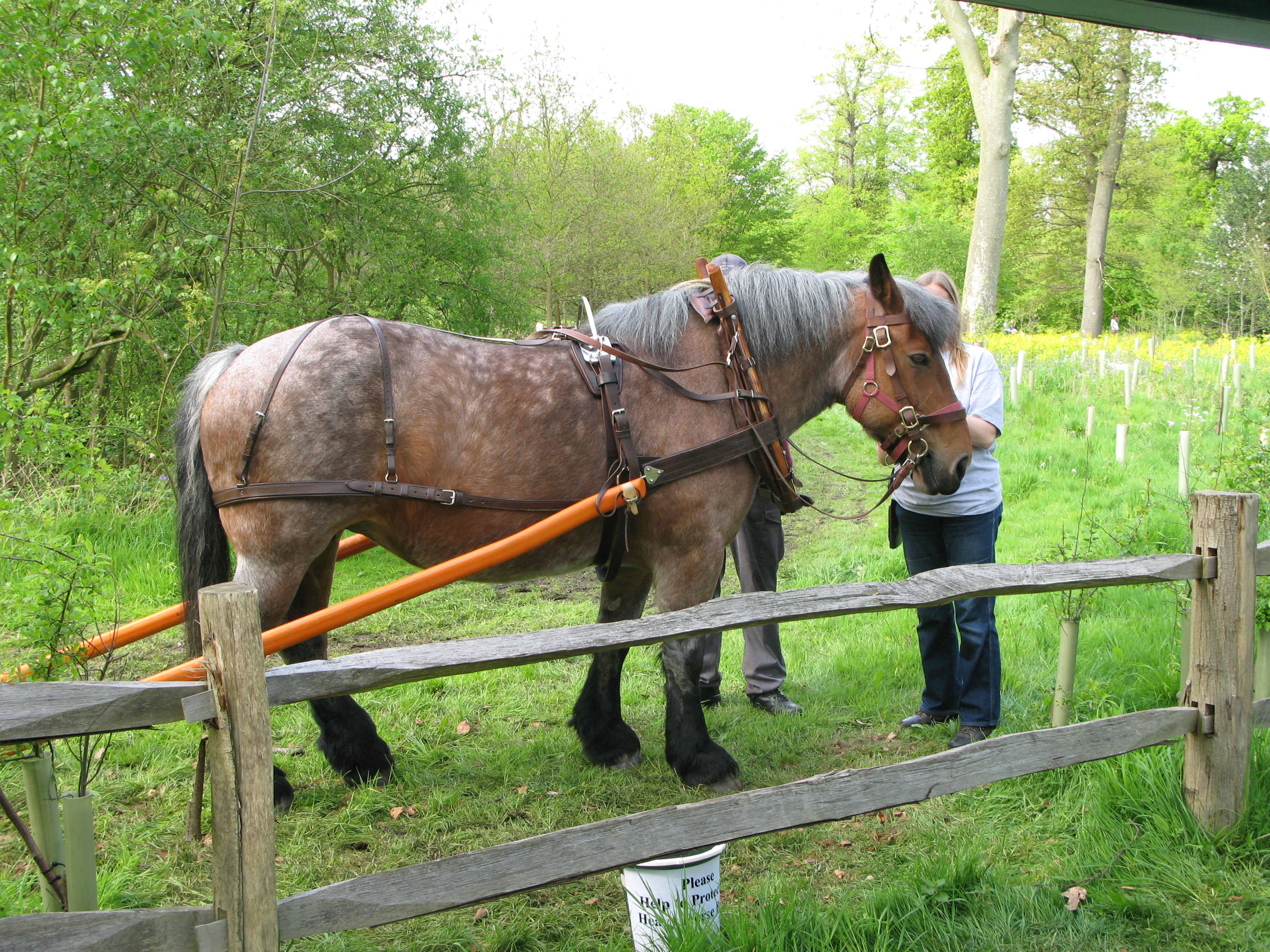
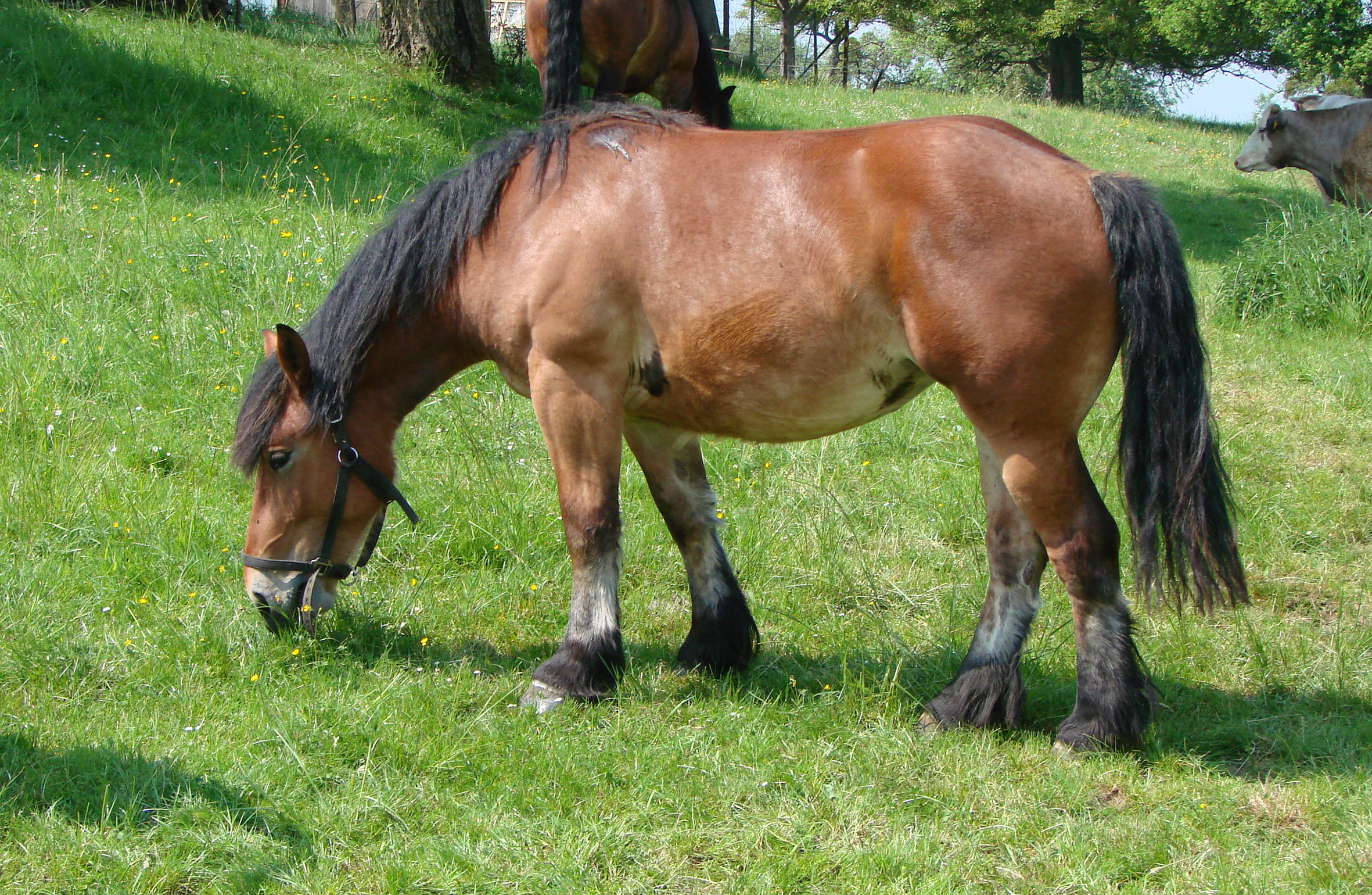
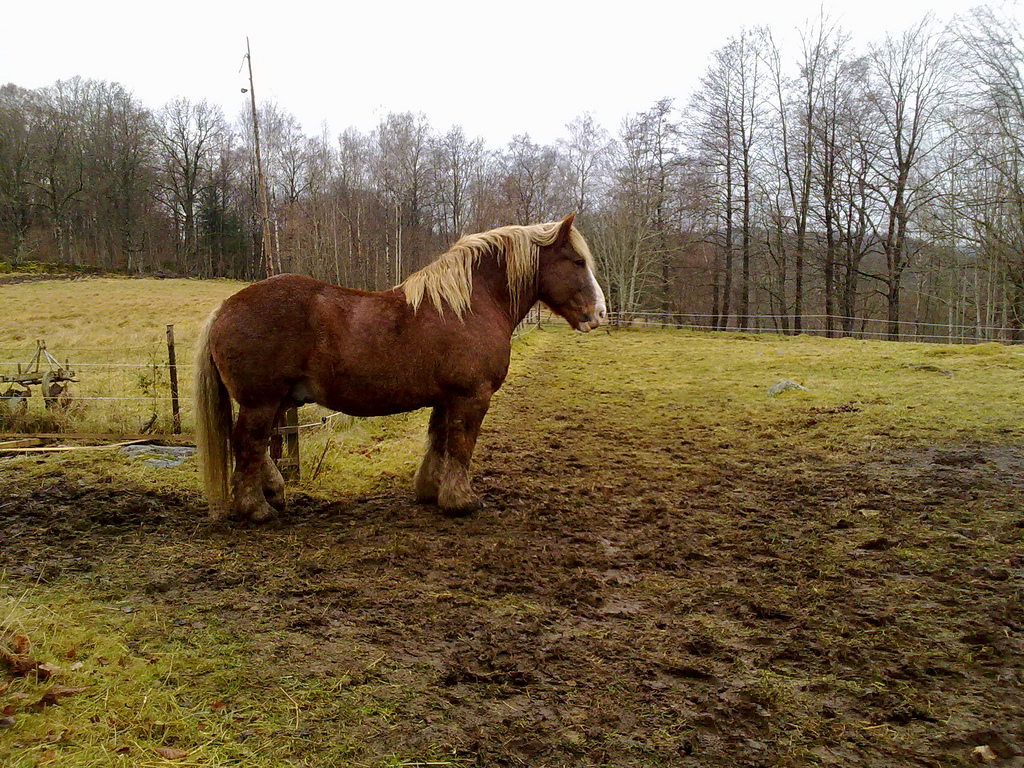
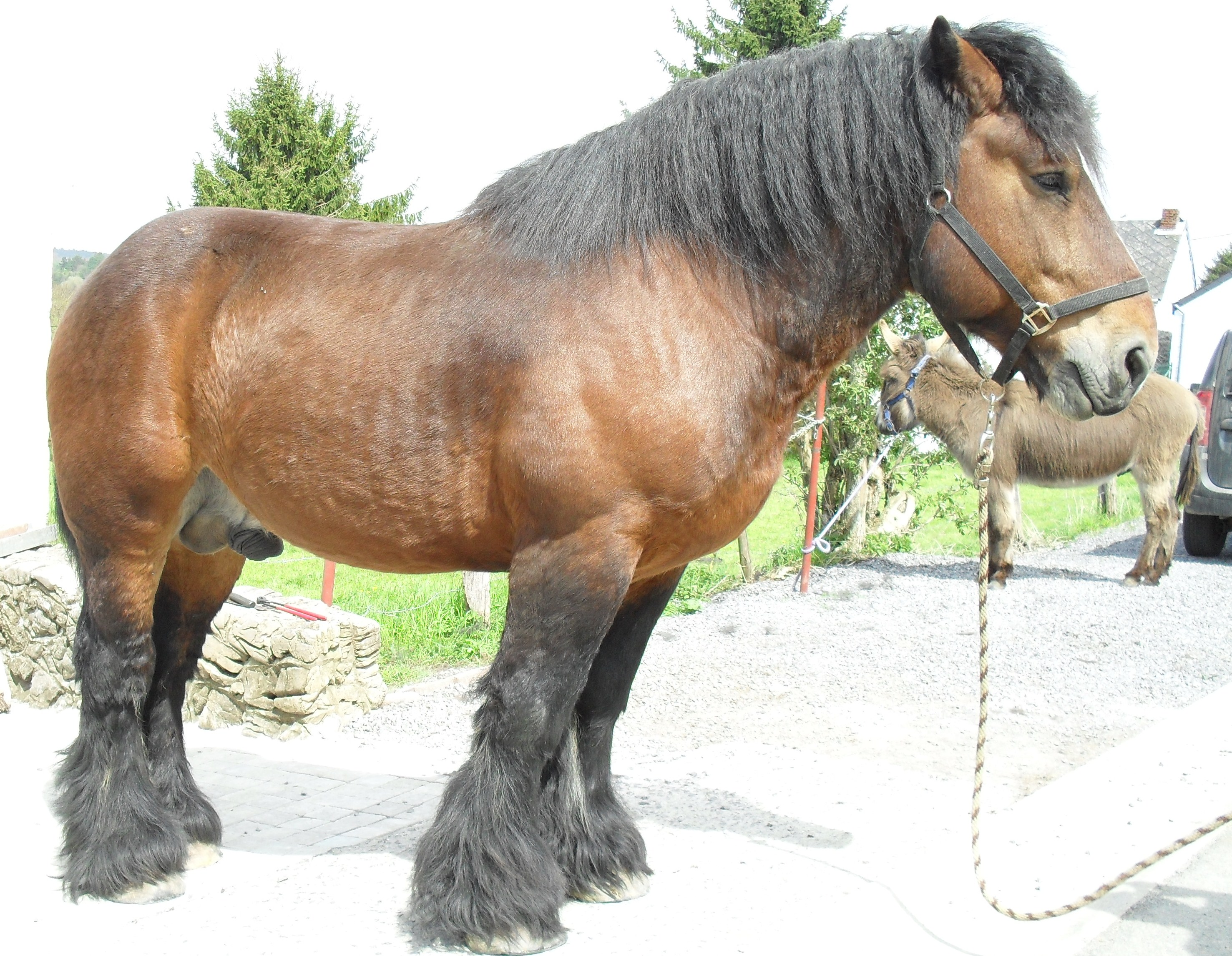
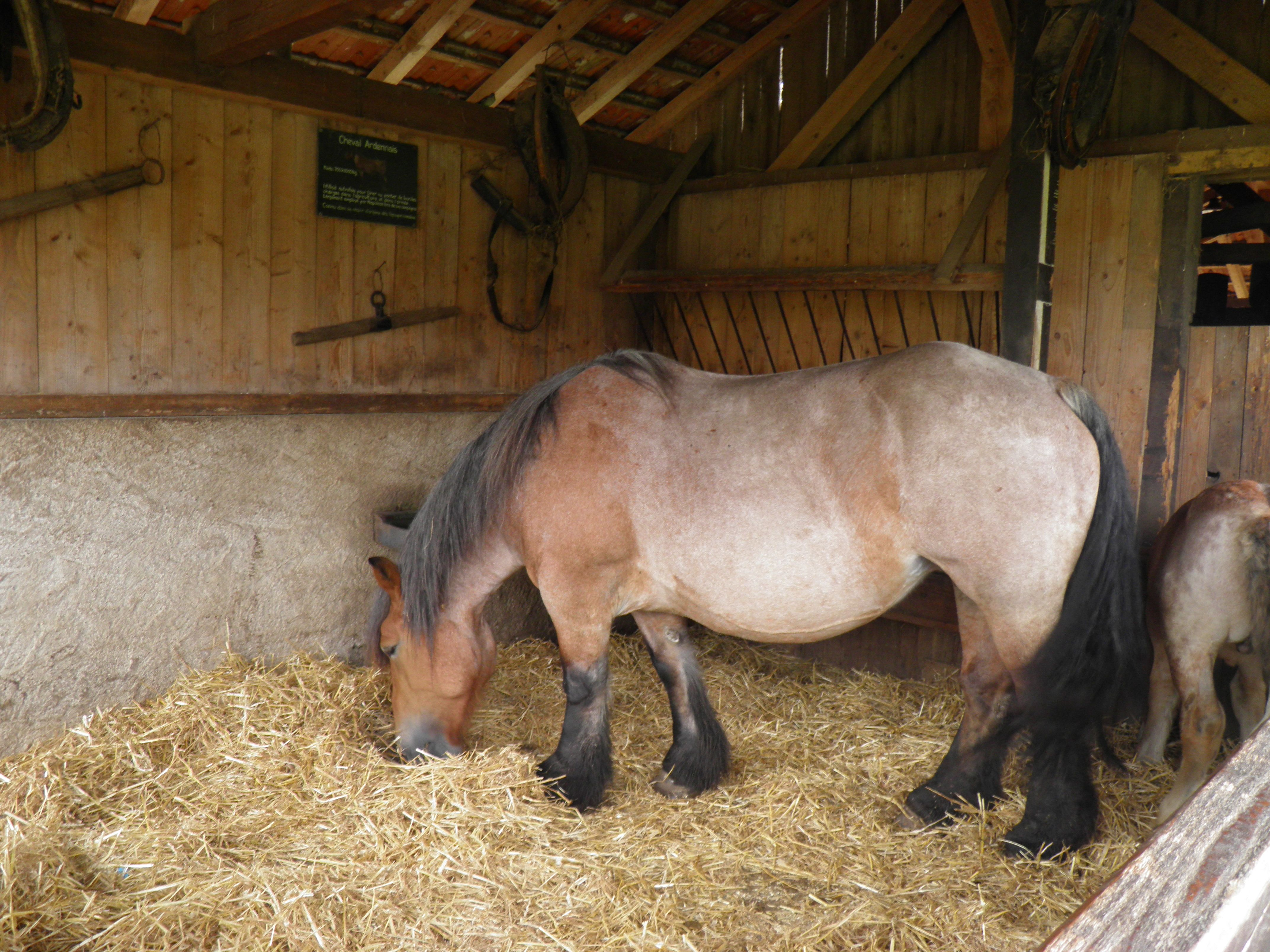
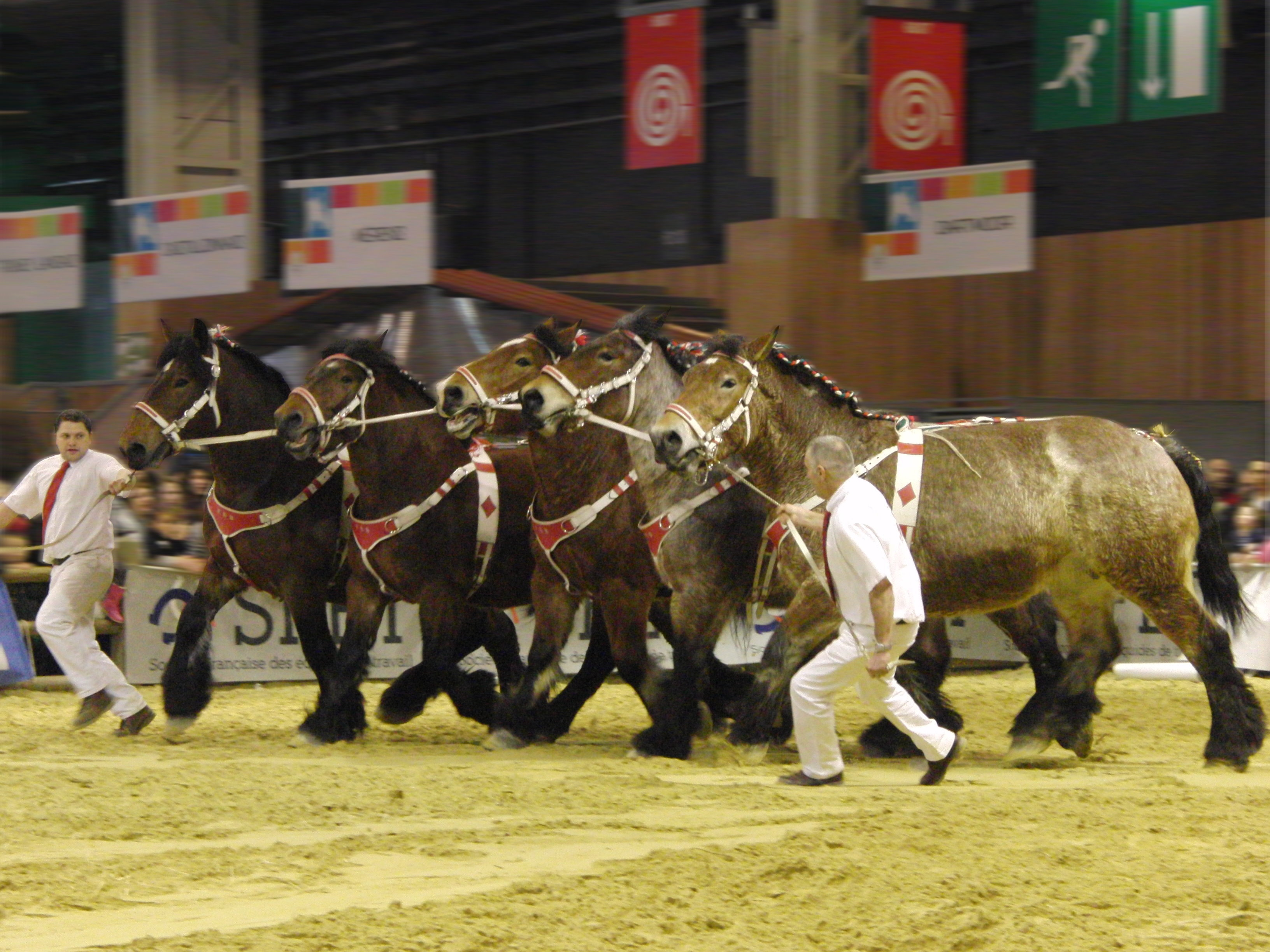
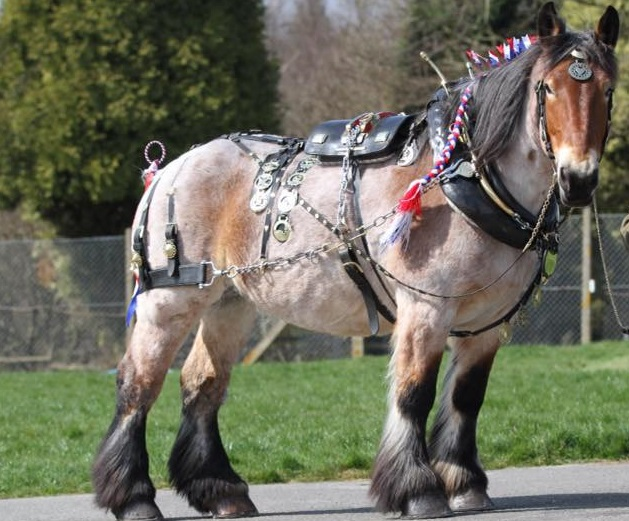

## Історія
Ардени мають дуже давню історію, що бере початок зі Стародавнього Риму, проте тоді ці коні мало нагадували ваговозів, арденами тривалий час називали коней універсального типу. Проте згодом порода значно змінилась і тепер ардени являють собою коней того ж типу, що й бельгійські, комтойські, першеронські ваговози. Поряд з іншими важкими кіньми, могли використовуватись у Хрестових походах, починаючи з ХІ століття.

Ардени в історії
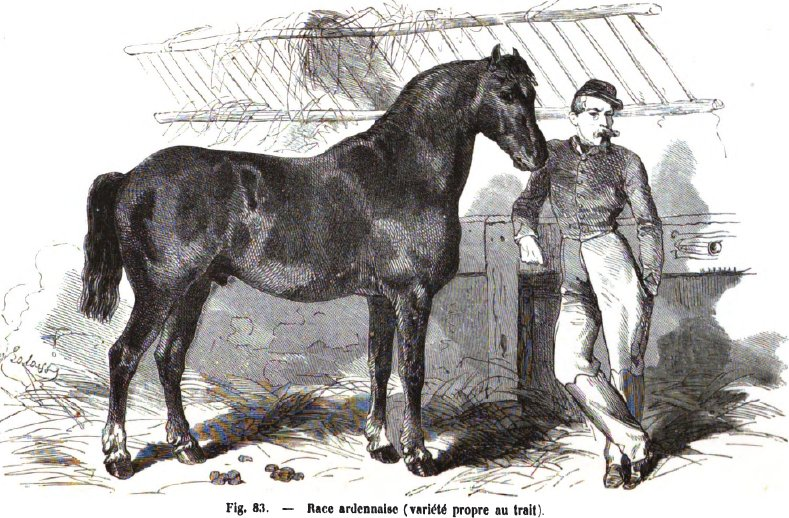
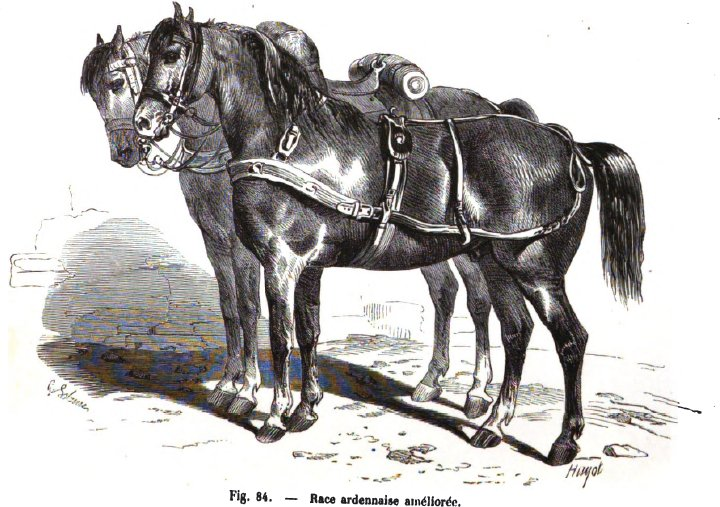
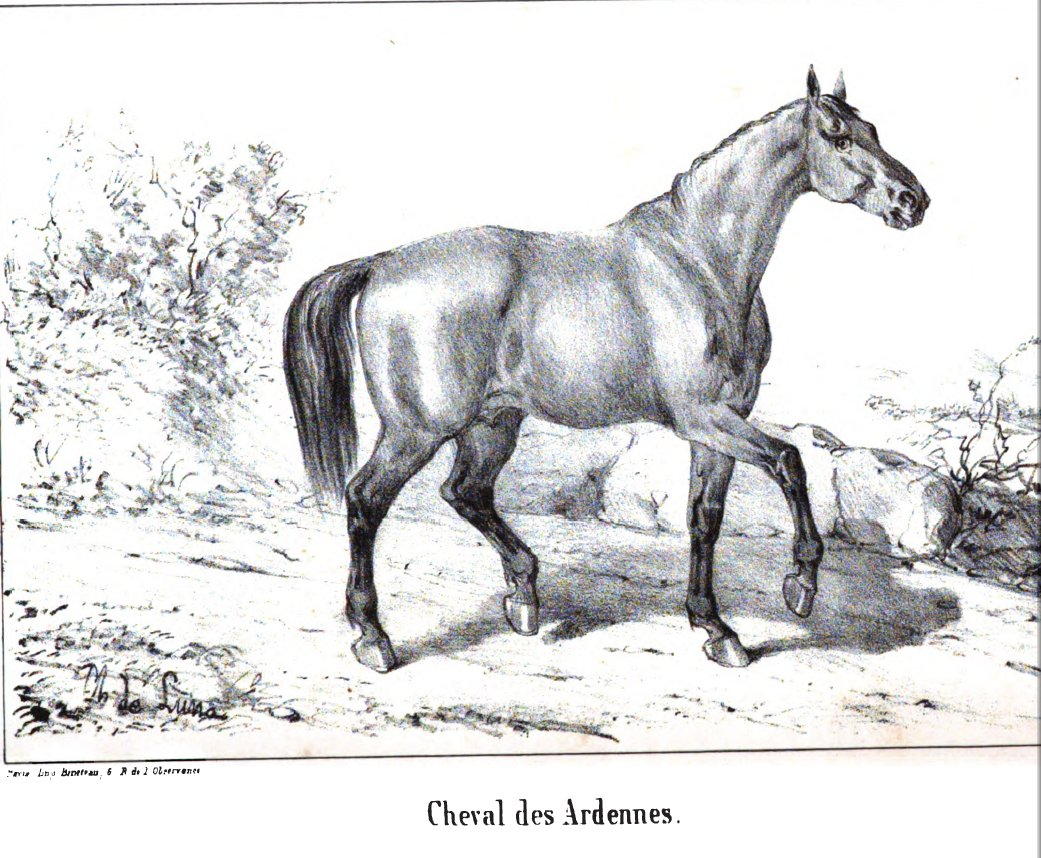
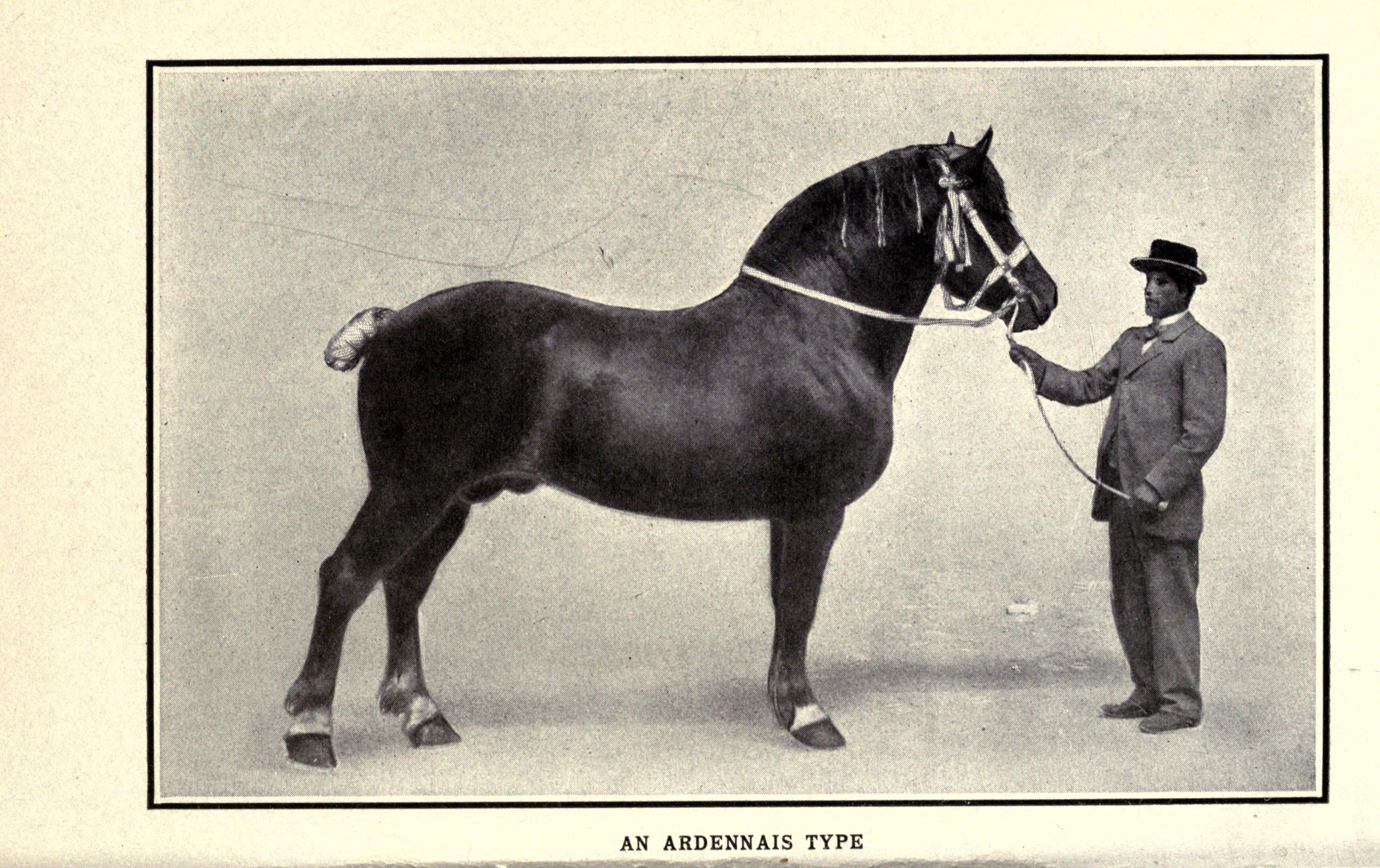
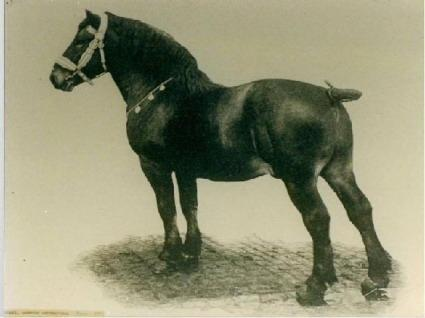
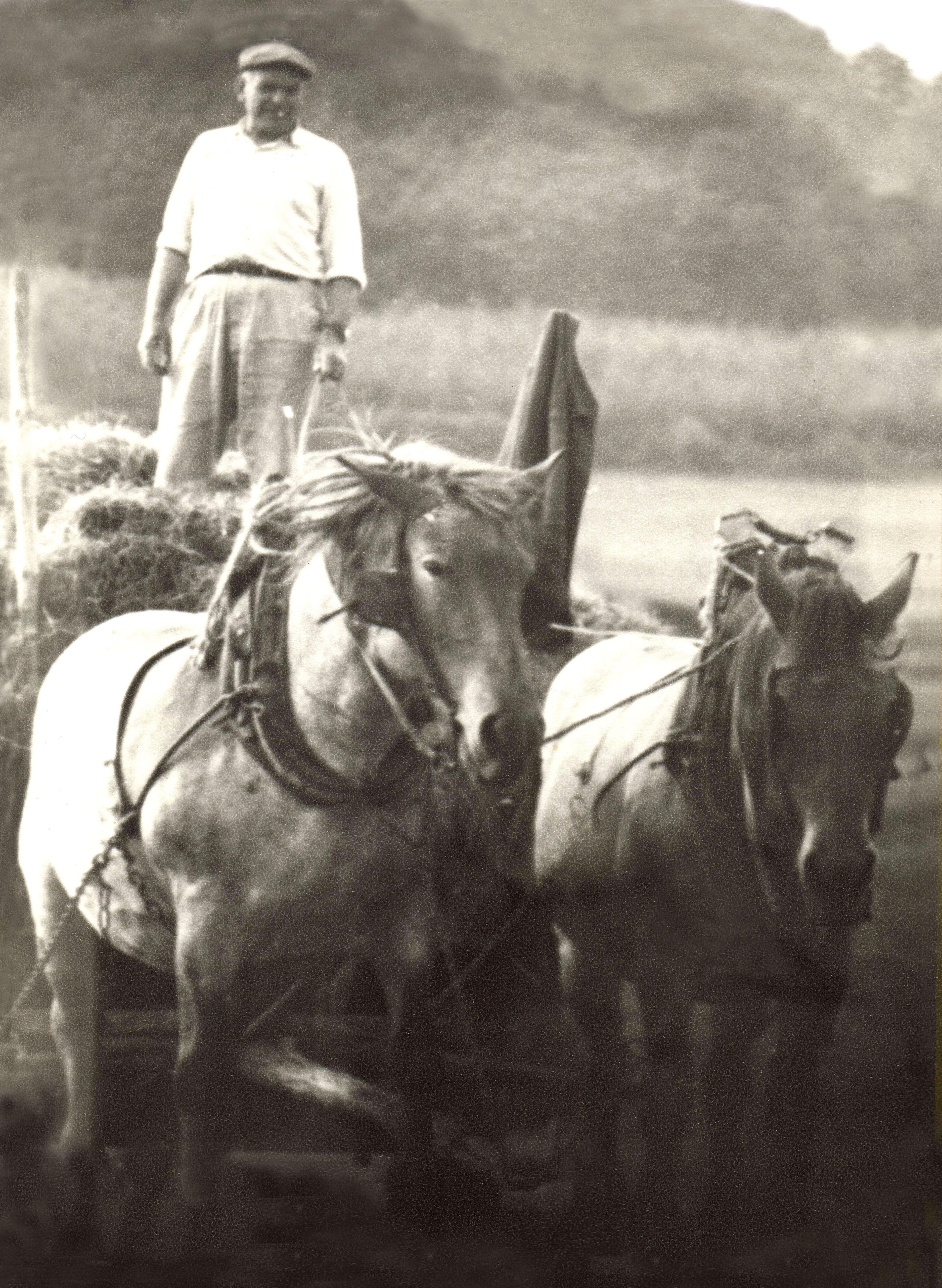
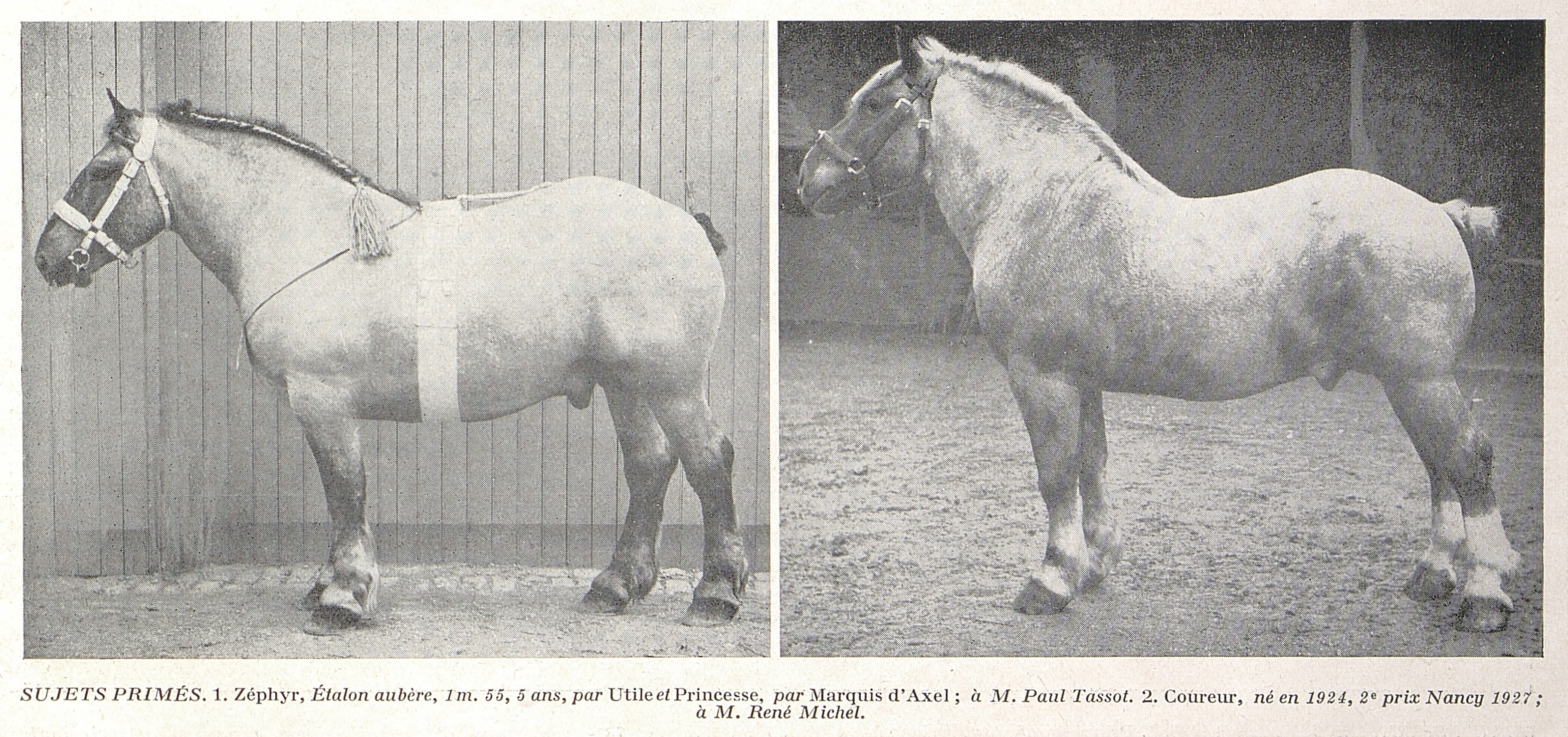
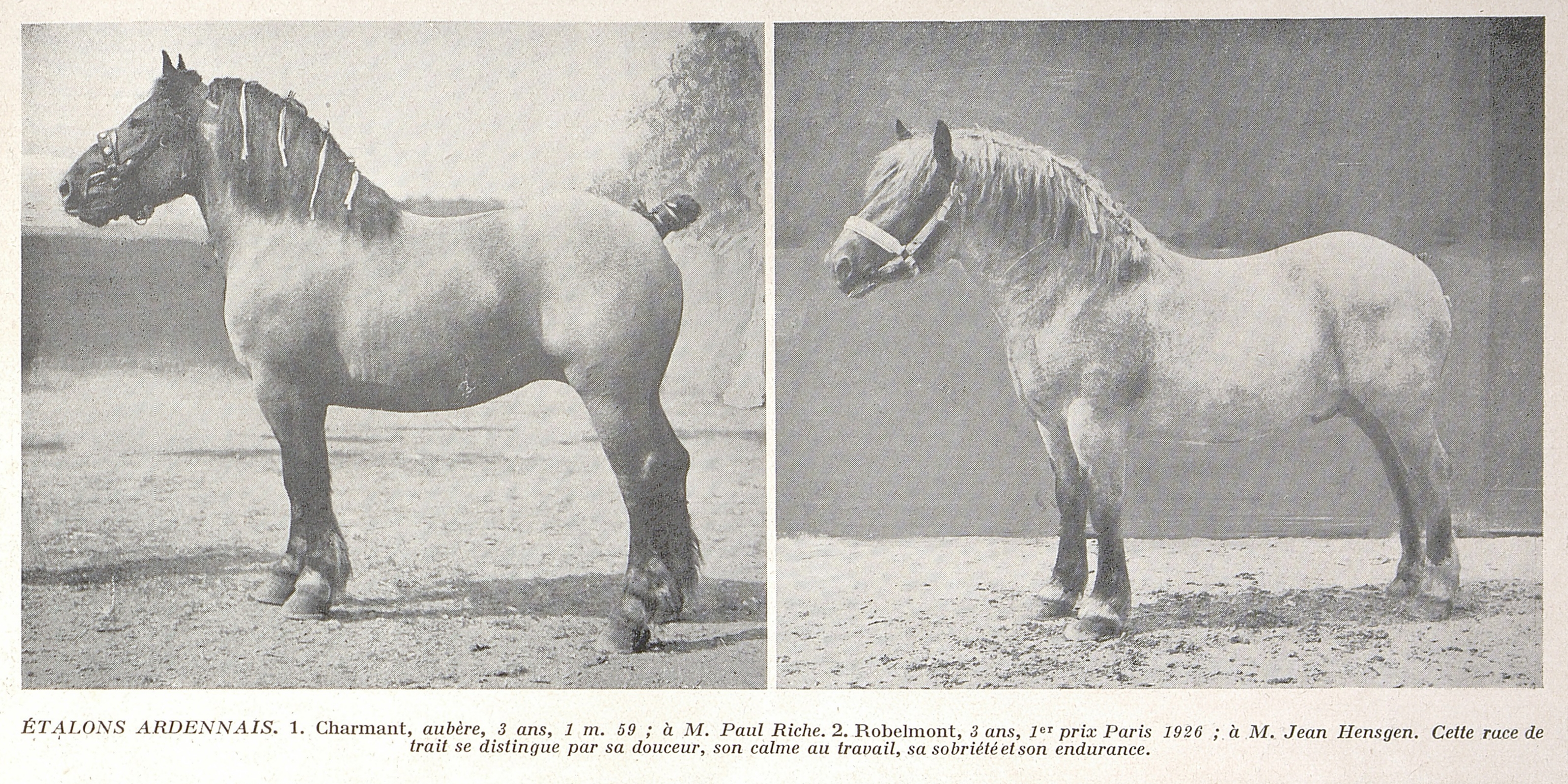

## Арденський кінь в Україні
Багато нащадків арденів розводять в Україні, Росії, Казахстані, Грузії та Вірменії, проте не в чистому вигляді, а багаторазово схрещених з місцевими кіньми. Арденські коні цілком можливо мали вплив на новоалександрівську породу коней.